# إدي كيهيل
إدي كيهيل (بالإنجليزية: Eddie Cahill) مواليد 15 يناير 1978 في نيويورك، نيويورك، الولايات المتحدة، هو ممثل أمريكي بدأ مسيرته الفنية عام 1999. يلعب الآن دوراً رئيسيّاً بسي اس آي: نيويورك.

## الأعمال
- 2000: الجنس والمدينة
- 2000-2001: فريندز
- 2000: المسحورات
- 2004-2013: سي اس آي: نيويورك
- 2014: تحت القبة

## وصلات خارجية
- إدي كيهيل على موقع IMDb (الإنجليزية)
- إدي كيهيل على موقع ألو سيني (الفرنسية)
- إدي كيهيل على موقع أول موفي (الإنجليزية)
- إدي كيهيل على موقع قاعدة بيانات الأفلام السويدية (السويدية)
- إدي كيهيل على موقع إن إن دي بي (الإنجليزية)
- إدي كيهيل على موقع قاعدة بيانات الفيلم (الإنجليزية)
- إدي كيهيل على موقع كينوبويسك (الروسية)